# Antonio Rački
Antonio Rački (Rijeka, 18. prosinca 1973. – Rijeka, 9. veljače 2024.) bio je hrvatski skijaški trkač. 

## Životopis
Antonio Rački natjecao se na Zimskim olimpijskim igrama u Lillehammeru 1994. i Naganu 1998.
Poginuo u prometnoj nesreći u riječkom tunelu Pećine.

## Vanjske poveznice
- Olympedia: Antonio Rački (engl.)